# Uncarina roeoesliana
Uncarina roeoesliana är en sesamväxtart som beskrevs av W. Rauh. Uncarina roeoesliana ingår i släktet Uncarina och familjen sesamväxter. Inga underarter finns listade i Catalogue of Life.

## Bildgalleri

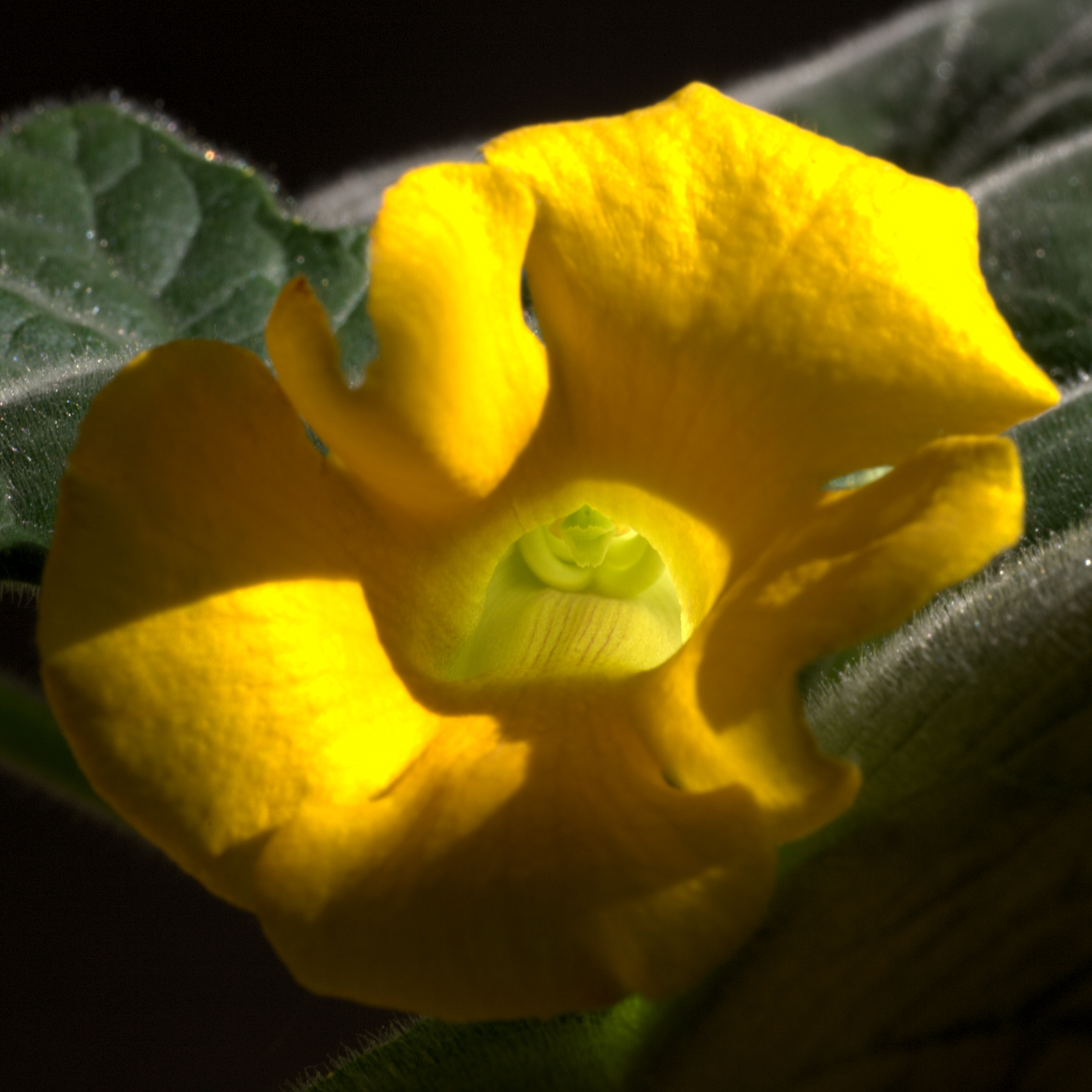
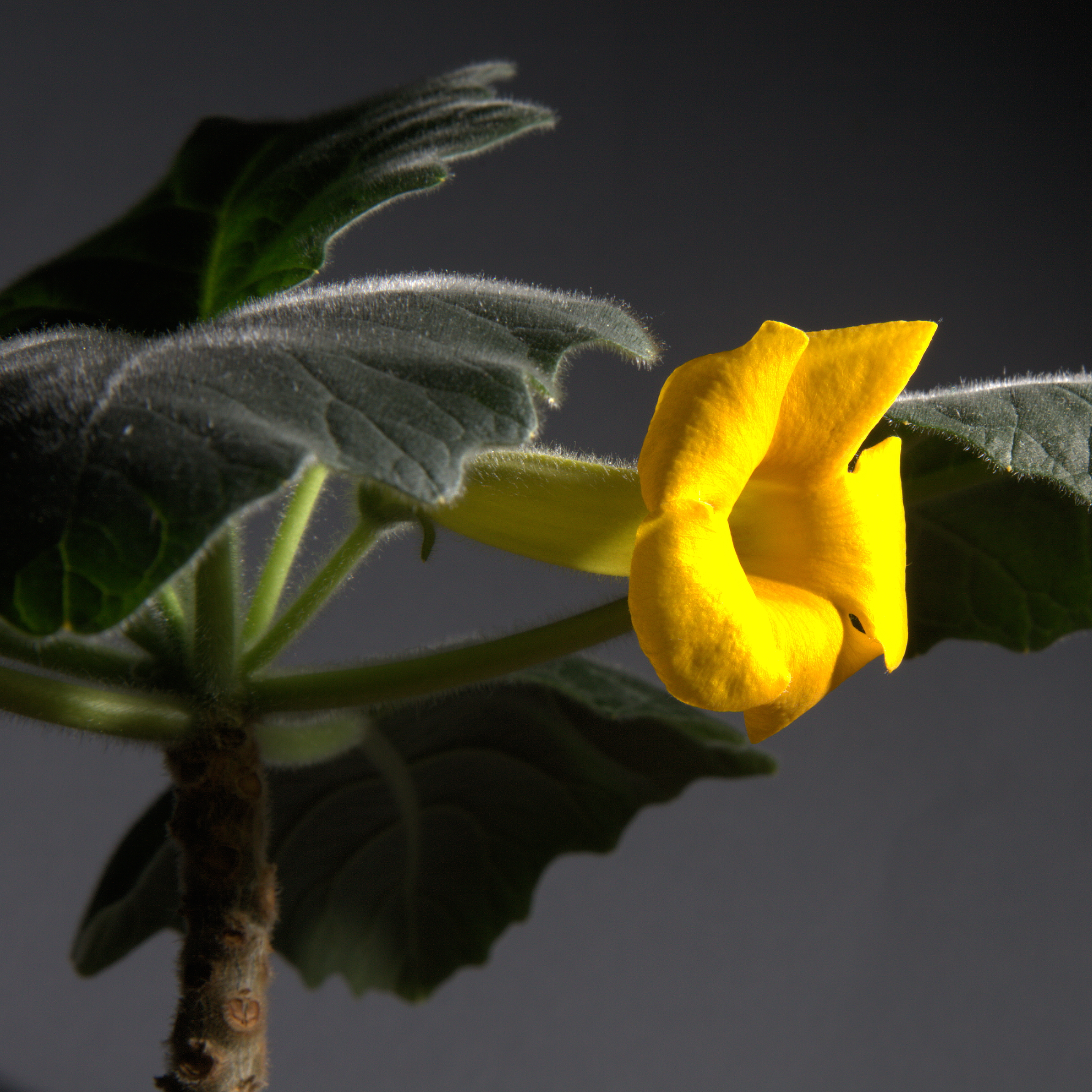
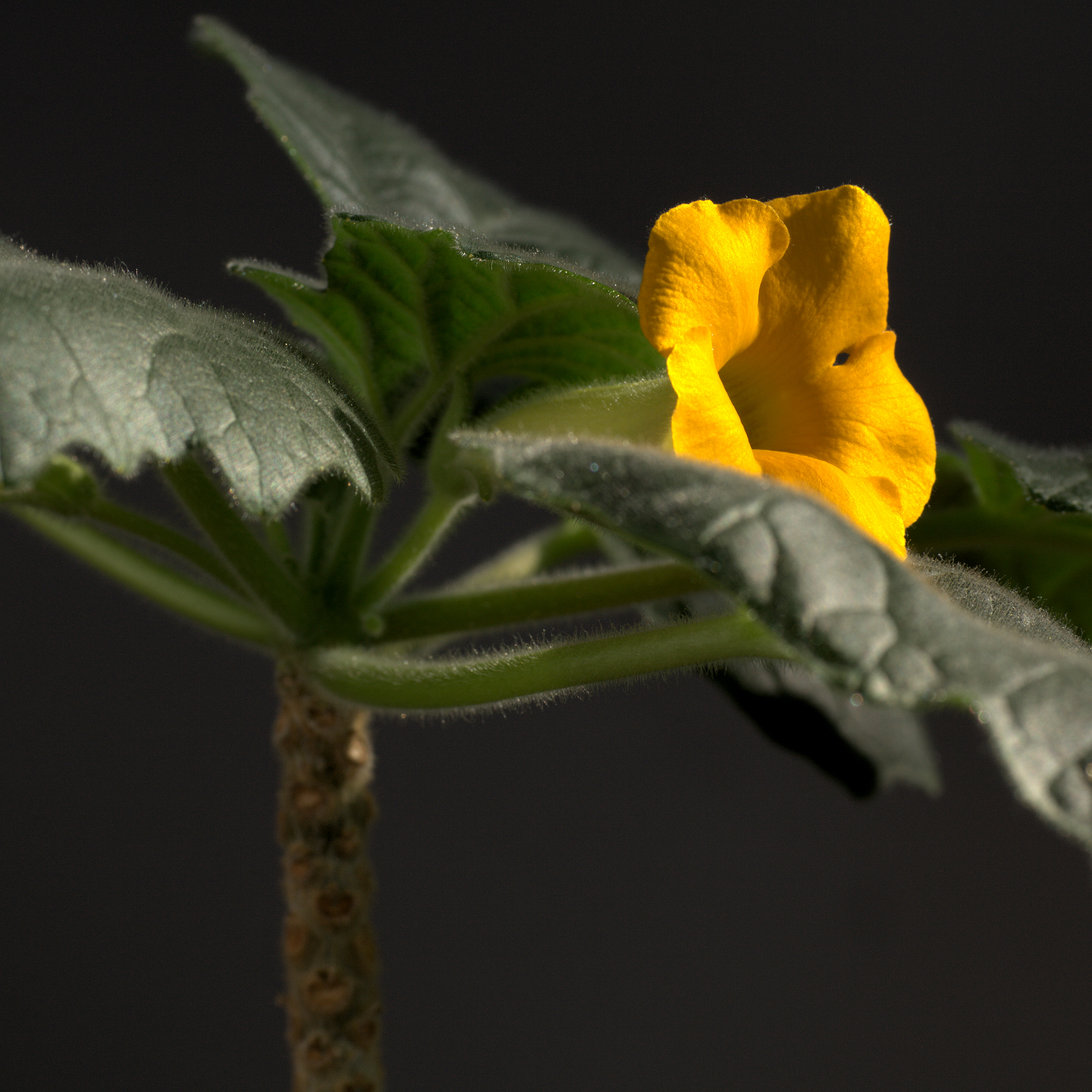
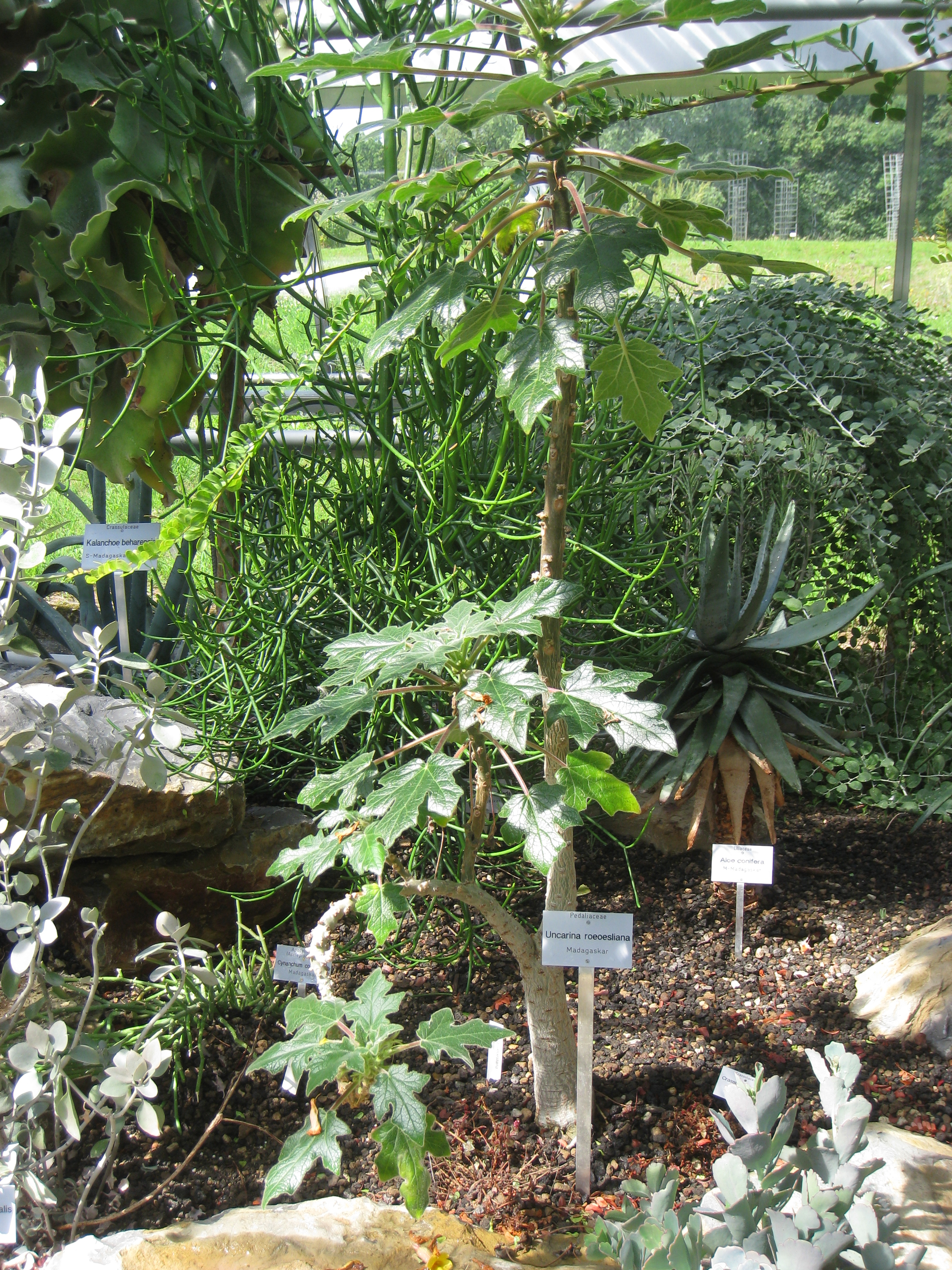
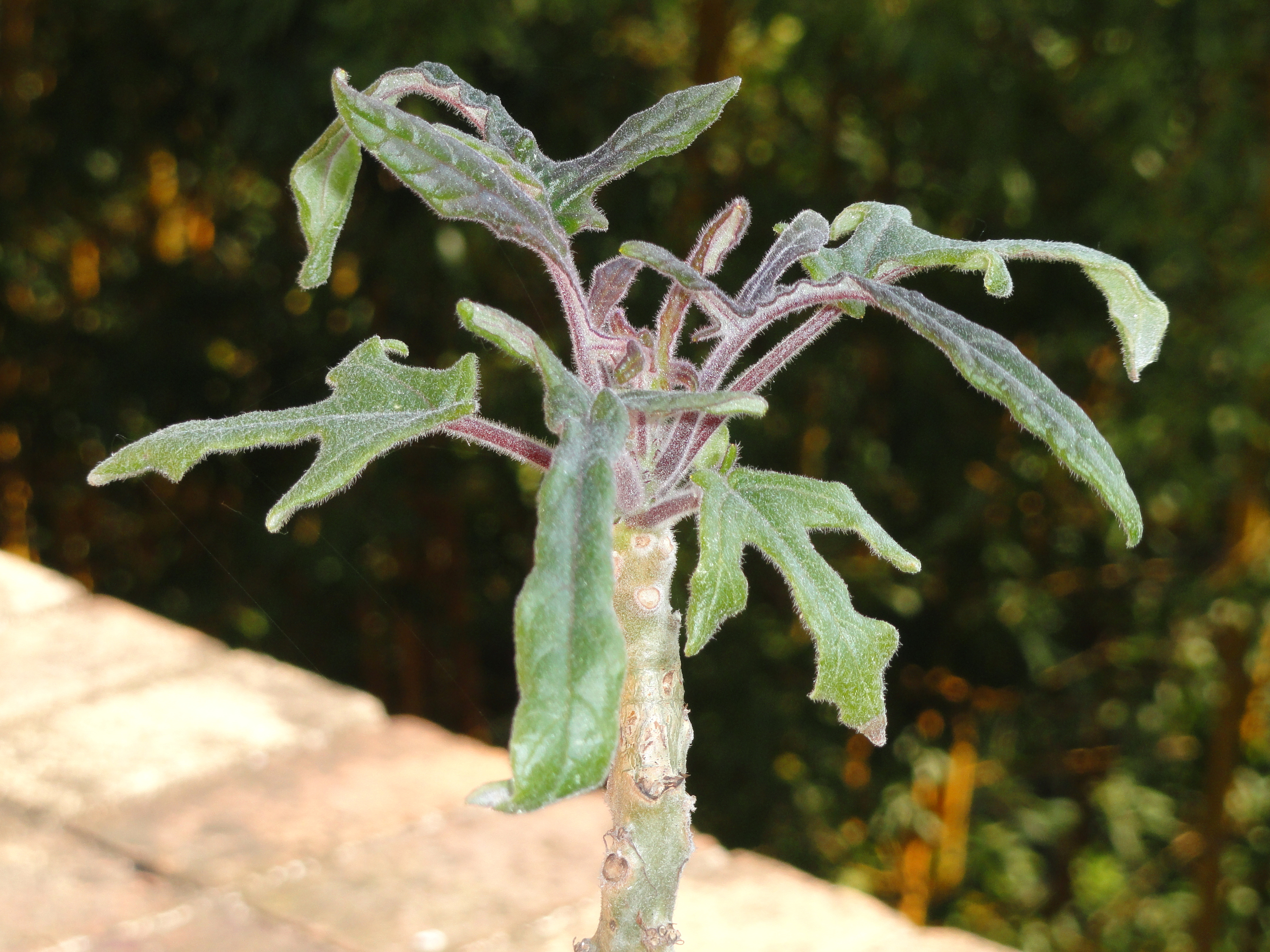
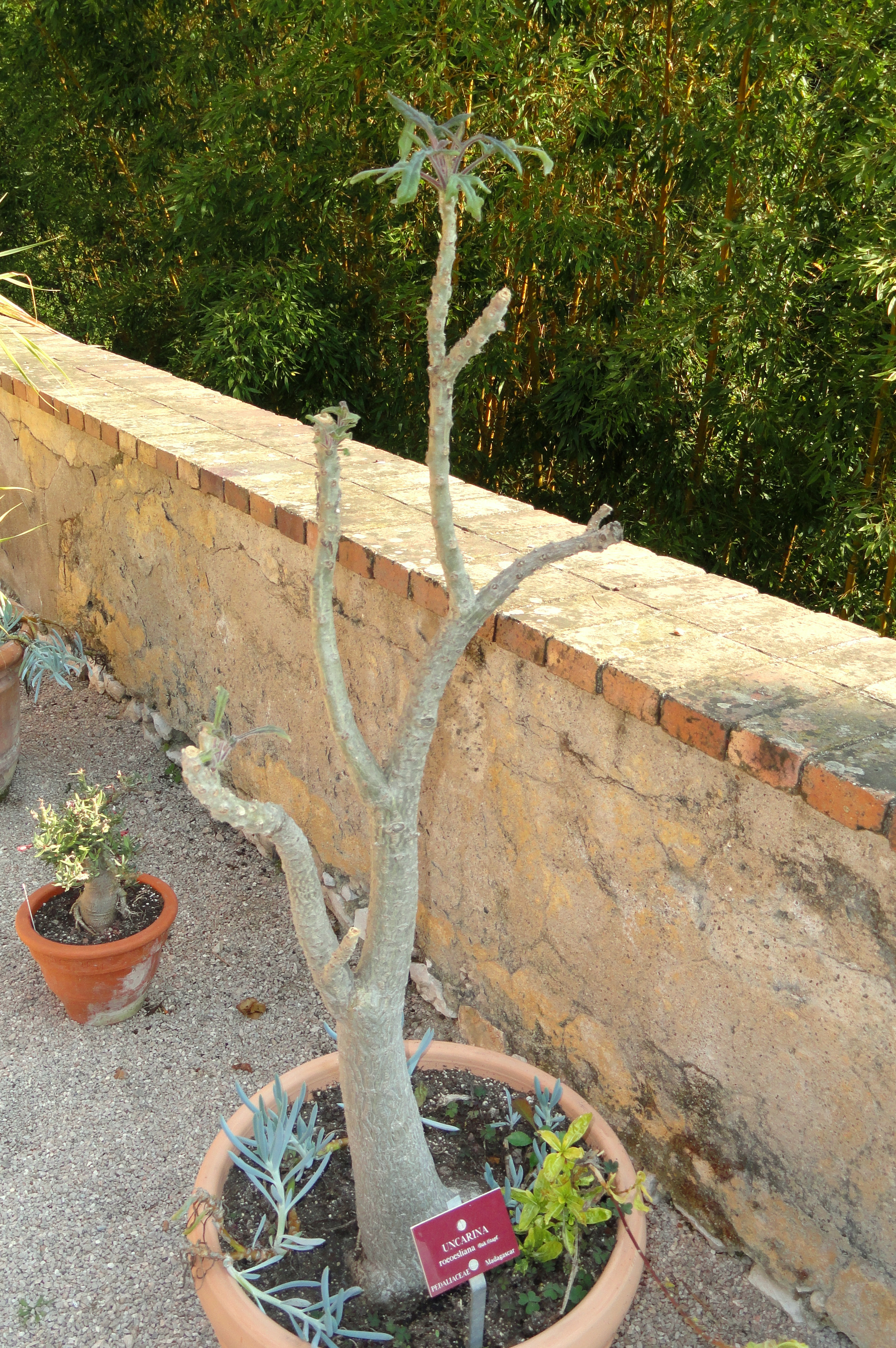